# Мирза Мухаммад II (хан Баку)
Мирза Мухаммад-хан II (азерб. Mirzə Məhəmməd xan Sani; 1770, Баку — 1836, Губа) — третий хан Бакинского ханства.

## Биография
Мирза Мухаммад-хан II родился в 1770 году в семье Малик Мухаммад-хана и Хадиджи Бикэ, сестры Фатали-хана Кубинского. Был назван в честь своего деда, Мирзы Мухаммад-хана I, хана-основателя Бакинского ханства. Взошёл на трон, когда его отец отправился в паломничество, а регентство взяла на себя его мать. Его правление означало полное присоединение ханства к Губе, вплоть до того, что Фатали-хан пригласил русский гарнизон для размещения в Баку в 1785 году вместо Мирзы Мухаммеда. Однако Фатали-хан умер 22 марта 1789 года в Баку перед дальнейшими военными походами.
Отношения между Ахмед-ханом Кубинским и Мирзой Мухаммедом после 1791 года обострились. После смерти Фатали-хана Мухаммадкули-ага - дядя Мирзы Мухаммеда - попытался узурпировать Бакинское ханство, используя в качестве оправдания неопытность как Ахмед-хана, так и Мирзы Мухаммеда. Он заверил Ахмед-хана в своей лояльности, если он получит ханство. Ахмед-хан направил в Баку войска для возведения на престол Мухаммадгули ага. Поскольку армия Баку насчитывала всего около 500 человек, он отрекся от престола в пользу своего дяди.
Мирза Мухаммад бежал в Кубу со своей семьей, включая жену и мать. Мухаммадкули нарушил договоры и потребовал независимости. В ответ Ахмед хан мобилизовал войска и двинулся на Баку, чтобы восстановить Мирзу Мухаммеда. Однако он потерпел поражение от Мухаммадкули. Ахмед-хан умер в марте 1791 г., и ему наследовал его 13-летний брат Шейх-Али-хан. Мирза Мухаммед снова получил армию для похода на Баку. Далее Шейх-Али-хан попросил графа Ивана Гудовича осадить Баку. Мухаммадкули быстро отправил в Россию письмо с просьбой о помощи. Сбитый с толку, Гудович приказал контр-адмиралу Петру Шишкину решить проблему в пользу России. Однако заказ был отложен по неизвестным причинам, и Баку подвергся бомбардировке. Мухаммадкули-хан заключил мир с Шейхали, вскоре заболел и умер.

## Семья
У него было три жены: Ханбикэ ханум (м. 1800, ум. 1806) — дочь Фатали-хана; София — грузинка, дочь Бахрам бага; Хейр-ун Ниса ханум — дочь Рзы Эфенди Хиналугского.

### Потомство
- С Софией (м. 1791, ум. 1836):

Аббаскули ага Бакиханов (1794–1847), Джафар-Кули-ага Бакиханов (1796–1867)
- С Хейр-ун Ниса ханум (м. 1807, ум. 1861)[4]:

Джавад Бакиханов (1808–1866), Гадир Бакиханов (р. 1817), Мустафагулу Бакиханов (р. 1822), Абдулла-ага Бакиханов (1824–1879) 
Умер в 1836 году в Кубе.

## Борьба за трон
Он был снова назначен ханом в 1792 году Шайхали-ханом. Однако городская знать во главе с Касым-беком Селимхановым провозгласила своим новым ханом двоюродного брата Мирзы Мухаммада Гусейнгулу-хана. Потерпев поражение, Мирза Мухаммед снова бежал в Кубу. Затем он осадил Баку и вынудил Гусейнгулу разделить доходы ханства. Гусейнгулу совершил ночную атаку на Балаханы с подкреплением из Ширвана в 1795 году и снова заставил Мирзу Мухаммеда укрыться в Губе.
Мирза Мухаммад взял войска из Шайхали и расположился на Абшероне, блокируя торговые пути и маршруты снабжения. Гусейнгулу послал Манафа умолять Селимханова просить Гудовича о помощи. Он устроил засаду на Мирзу Мухаммеда и захватил его вместе с семьей. Его младший брат Хусейн ага был единственным, кто избежал битвы, отправился в Кубу и рассказал историю. Вскоре с помощью Мостафа-хана двоюродные братья заключили мир, и Мирза Мухаммед вернулся в Кубу, сохранив при этом свой доход от бакинских нефтяных месторождений.
Гусейнгулу-хан был задержан Ага Мухаммед-шахом в Карабахе в 1797 году. Услышав о происходящем, Мирза Мухаммед собирался захватить Баку. Однако убийство Ага Мохаммада и быстрое прибытие Хусейнгулу хана разрушили его планы. После заключения нового договора он обосновался в Маштаге, исполняя обязанности вице-хана.
В 1803 году он снова подвергся нападению Гусейнгулу в Маштаге, на этот раз с помощью Мустафа-хана. Был вынужден бежать в Кубу и стал искать способ собрать войска. Мирза Мухаммад II  присоединился к армии русского генерала Сергея Булгакова в июле 1806 года. Вместе они захватили Баку 6 октября 1806 года.